# 11459 Andráspál
11459 Andráspál eller 1981 ET13 är en asteroid i huvudbältet som upptäcktes den 1 mars 1981 av den amerikanska astronomen Schelte J. Bus vid Siding Spring-observatoriet. Den är uppkallad efter den ungerske astronomen András Pál.